# Löwen-Apotheke (Trier)

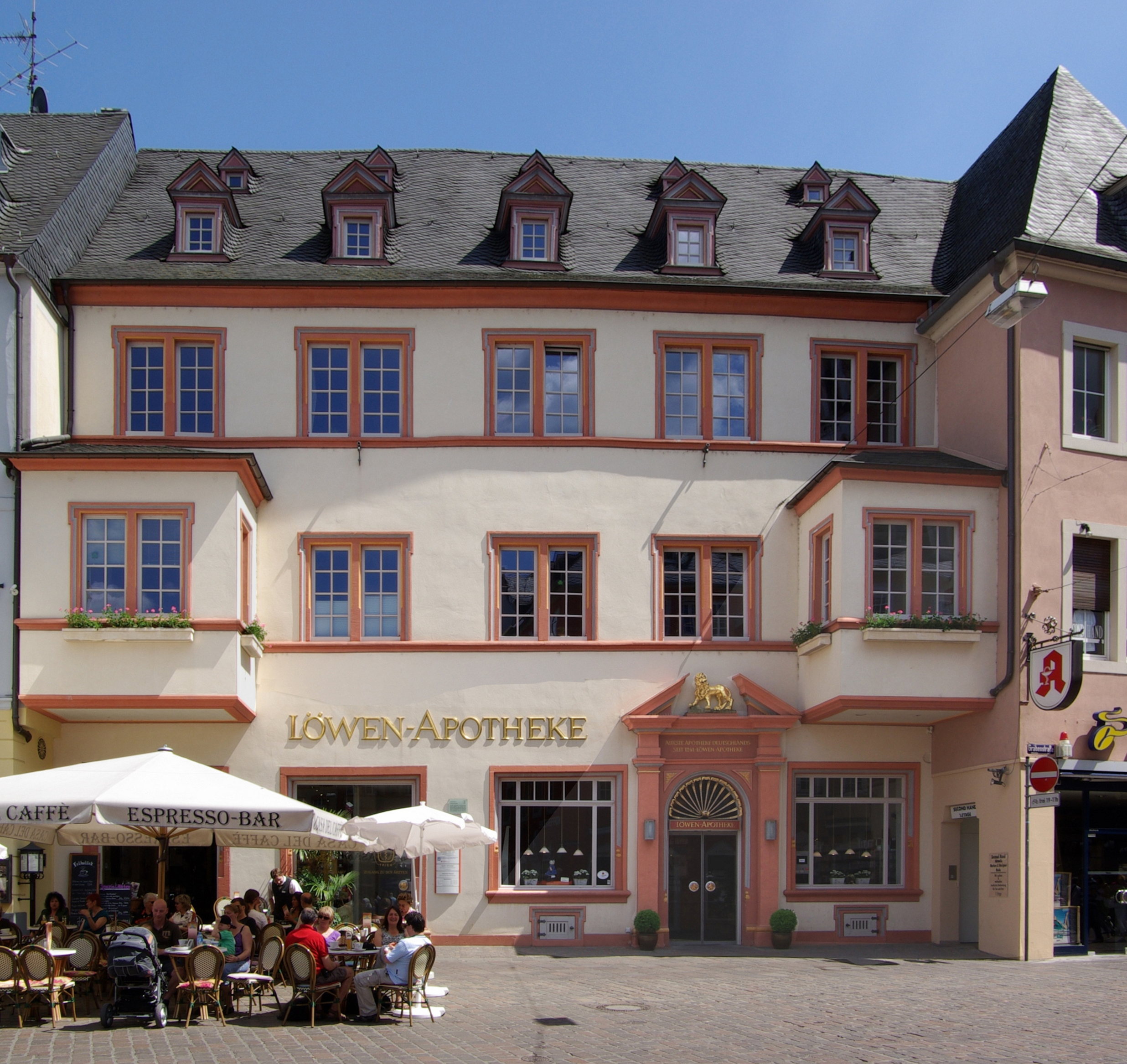
Löwen-Apotheke

Die Löwen-Apotheke am Hauptmarkt 6 in Trier ist ein eingetragenes Kulturdenkmal und gilt als die älteste Apotheke Deutschlands.
Im Jahr 1241 wurde die Apotheke „auf dem Graben“ erstmals urkundlich erwähnt: Domkellner Friedrich schenkte seine Apotheke mit Haus, Hof, Zubehör und Weinbergen dem Damenstift St. Thomas in Kyllburg in der Eifel.
Das Gebäude stammt aus dem späten 17. oder frühen 18. Jahrhundert. Es ist ein dreigeschossiger, fünfachsiger Putzbau mit zwei verputzten Fachwerkerkern in der ersten und fünften Achse und zwei spätestgotischen Stockfenstern in der Rückwand. Der Haupteingang in der zweiten Achse von rechts liegt unter einem gesprengten Giebel mit der goldenen Figur eines Löwen im Mittelteil.